# Storbritannien i olympiska vinterspelen 2006
Storbritanniens OS-trupp vid Olympiska vinterspelen 2006

## Medaljer
|                | Guld | Silver | Brons | Total |
| -------------- | ---- | ------ | ----- | ----- |
| STORBRITANNIEN | 0    | 1      | 0     | 1     |

### Silver
- Shelley Rudman - Skeleton: Singel